# 염포 (조위)
염포(閻圃, ? ~ 236년 이전?)는 중국 후한 말 ~ 삼국시대 위(魏)나라의 정치가로, 익주(益州) 파서군(巴西郡) 안한현(安漢縣) 사람이다.

## 생애
한중(漢中)을 지배하고 있던 장로(張魯)의 공조(功曹)였다. 한중의 주민이 옥인(玉印)을 바치자 장로는 한녕왕(漢寧王)을 칭하려 하였으나, 염포는 이를 말렸다.
215년, 조조(曹操)가 대군을 이끌고 한중을 침략하여 양평관(陽平關)을 함락시켰다. 장로가 항복하려 하자, 염포와 장위는 맞서 싸울 것을 주장하였다. 단, 이는 승산이 있어서가 아니라 바로 항복하면 조조가 얕잡아 볼 것이라고 판단하여 내린 술책이다. 장로는 이를 받아들였다.
장로의 동생 장위(張衛)가 전의를 잃어 항복하고, 남정(南鄭)으로 입성한 조조가 사자를 장로에게 보내자 장로와 염포는 항복하였다. 염포는 조조로부터 공적을 높이 사, 장로와 함께 열후(列侯)에 봉해졌으며, 동시에 마초(馬超)의 아내 동씨(董氏)를 배필로 얻었다.
연강(延康) 원년(220년), 염포는 다른 대신들과 함께 조비(曹丕)에게 황위를 선양받을 것을 권하였다.
황초(黃初) 연간에 염포는 작위와 영지가 더해져 조정 회의에서 예우를 받는 위치에까지 이르렀고, 10여 년 뒤 병사하였다.

## 《삼국지연의》 속 염포
연의에서도 장로의 막료로 등장한다. 그러나 사실(史實)과는 달리, 염포는 장로에게 촉(蜀)의 유장(劉璋)을 토벌하여 왕위에 오를 것을 진언한다. 조조가 한중을 침공하자 장로에게 방덕(龐德)을 기용할 것을 간하였으며, 동료 양송(楊松)의 참언을 들은 장로가 방덕을 죽이려 하자 염포는 방덕을 변호한다. 그 후 사실대로 조조에게 항복하여, 열후에 봉해진다.